# Gilles Chabrier
Gilles Chabrier é um astrofísico francês.
Sua área de interesse especial são anãs marrons. Já antes de sua descoberta em 1995 Chabrier esboçou em parceria com France Allard e Isabelle Baraffe uma teoria sobre o desenvolvimento e estrutura das anãs marrons.

## Condecorações
- 2006 CNRS Silver Medal [1][2]
- 2012 Medalha Eddington[3]